# Alisha Lehmann
Pour les articles homonymes, voir Lehmann.
Alisha Lehmann, née le 21 janvier 1999 à Tägertschi, est une footballeuse internationale suisse. Elle évolue au poste d'attaquante au FC Côme Women.
Avec 16,7 millions d'abonnés sur Instagram en 2025, elle est l'une des athlètes féminines les plus suivies au monde.

## Biographie
Alisha Debora Lehmann naît le 21 janvier 1999 à Tägertschi dans le canton de Berne en Suisse.

## Carrière

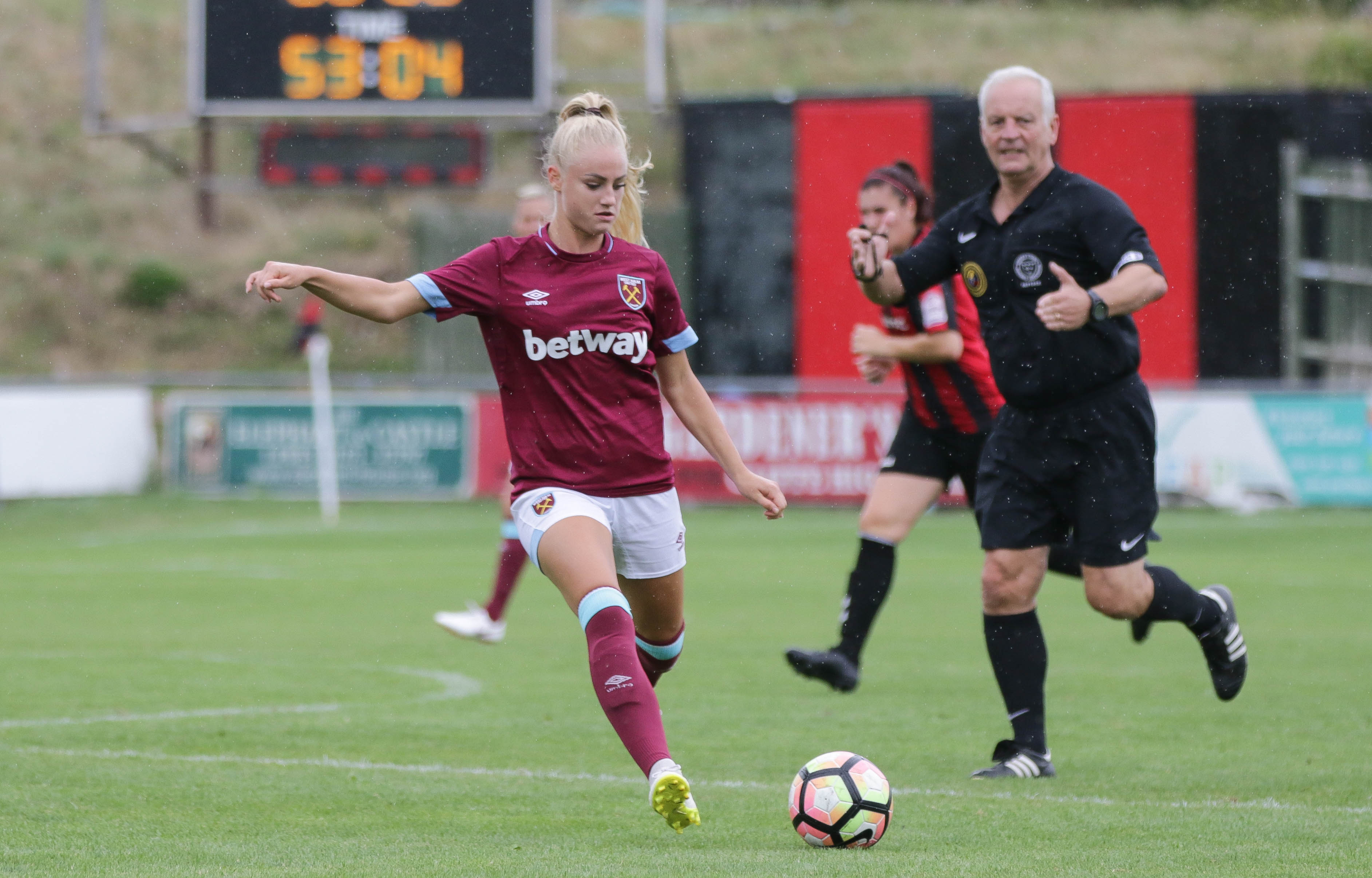
Alisha Lehmann avec West Ham United en 2018.

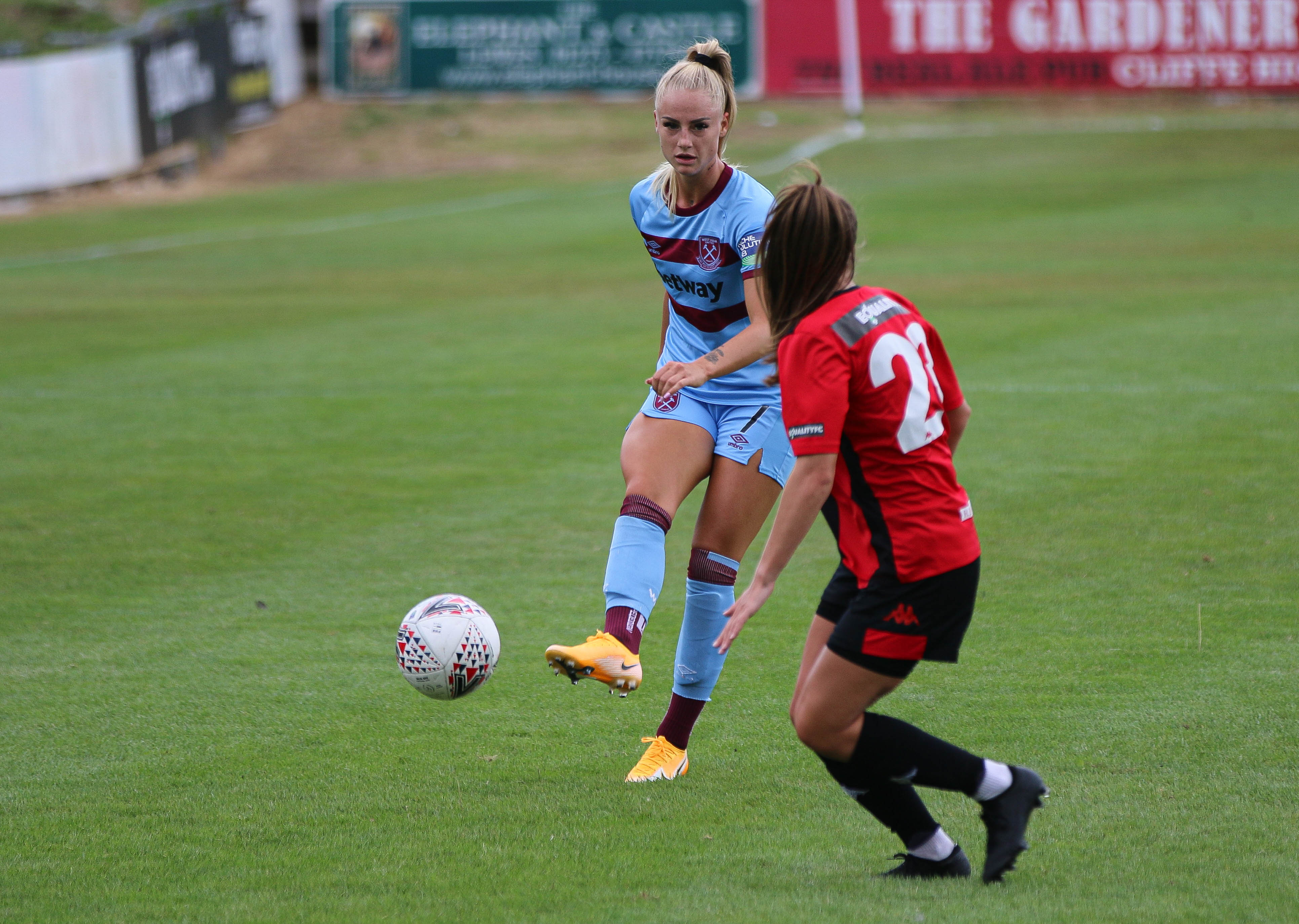
Alisha Lehmann avec West Ham United en 2020.

### En club
Alisha Lehmann commence le football à l'âge de huit ans au FC Konolfingen où elle est la seule fille puis elle arrête de jouer six mois plus tard. Elle recommence le football une année plus tard, toujours au FC Konolfingen sans être la seule fille de l'équipe cette fois. Elle rejoint ensuite le mouvement juniors du BSC Young Boys où elle joue dans l'équipe féminine des moins de 14 ans mais s'entraîne trois fois par semaine avec les équipes masculines des moins de 13 et de 15 ans. Elle est intégrée à l'équipe fanion en ligue nationale A à la pause hivernale de la saison 2015-2016. Elle marque cinq buts lors de la deuxième moitié de cette première saison en ligue nationale A.
En août 2018, Lehmann  signe à West Ham United,. En janvier 2021, elle signe en prêt à Everton FC.
Lehmann rejoint ensuite Aston Villa FC à l'été 2021.
Elle signe à la Juventus en juillet 2024  dans la foulée de la signature de son compagnon Douglas Luiz qui aurait demandé cette clause dans le cadre des négociations,. Elle y remporte la Serie A et la Coupe d'Italie lors de son unique saison au club. En 22 apparitions sous le maillot bianconero, elle marque 2 buts.
Après seulement treize mois à Turin, Alisha Lehmann s'engage pour trois ans avec le FC Côme Women, en août 2025.

### En équipe nationale
En juillet 2015, Lehmann entre dans l'équipe nationale suisse des moins de 17 ans, qui dispute la phase finale du championnat d'Europe des moins de 17 ans en Islande, et termine deuxième. La sélectionneuse Monica Di Fonzo ne tarissait alors pas d'éloges : «C'est une de nos poussines. Elle est toujours positive, elle a toujours un sourire sur le visage. Une boule d'énergie qu'il est difficile d'arrêter».
Au championnat d’Europe U19 organisé à domicile en juillet 2018, cette performance n’est pas répétée, et Lehmann termine sa participation dans l'équipe nationale suisse des moins de 19 ans dès le tour préliminaire.
Ses débuts en équipe nationale A ont lieu le 22 octobre 2017 à Nagano, lors d'un match amical contre l'équipe du Japon.
En 2019, une blessure à la cheville l'empêche de participer à la Coupe du monde en France.
En 2022, elle renonce d'elle-même à participer à l'Euro de l'UEFA en Angleterre, expliquant ne pas être « mentalement prête » à disputer cette compétition.
Lors de la Coupe du monde 2023, disputée en Australie et en Nouvelle-Zélande, elle entre sur le terrain à deux reprises mais, cumule peu de temps de jeu effectif. Sous le management d'Inka Grings, Lehmann foule la pelouse à la 69e minute du match contre les Philippines, lors de la première journée de la phase de poules du groupe A, ainsi qu'à la 70e du match contre la Nouvelle-Zélande, à l'occasion de la troisième journée. La Suisse s'incline ensuite face à l'Espagne, en huitième de finale.
Sa participation à l'Euro de l'UEFA 2025 à domicile, est longtemps demeurée incertaine, en raison d'une saison 2024-2025 marquée par les blessures, le manque de rythme en club et, les contre-performances en sélection. Non retenue par la sélectionneuse Pia Sundhage pour les deux premiers rassemblements de 2025, sa présence dans la liste des 23 joueuses disputant le tournoi n'est confirmée que quelques jours avant le début de la compétition. Le retour de Lehmann en sélection semble essentiellement dû aux forfaits sur blessure de plusieurs coéquipières (dont notamment Alena Bienz et Ramona Bachmann). Durant cet Euro, elle ne totalise que 9 minutes passées sur la pelouse (8' contre la Finlande, lors de la troisième journée de la phase de poules du groupe A et, 1' dans le temps additionnel de la deuxième mi-temps du quart de finale, face à l'Espagne).

## Vie privée
Au moment de son transfert à West Ham United, Lehmann est en couple avec sa coéquipière en sélection nationale, Ramona Bachmann, qui joue, à cette époque, à Chelsea. Selon Martina Voss-Tecklenburg, alors sélectionneuse de l'équipe de Suisse, « la situation n'est pas exceptionnelle dans le monde du football féminin ». Les deux joueuses annoncent leur séparation en mars 2021, après trois ans de vie commune. 
Début 2019, leur relation reçoit une couverture médiatique mondiale à la suite du documentaire Britain's Youngest Football Boss de la BBC Three où l'on suit la première saison en FA Women's Super League du West Ham United Women FC,,,. Lors de l'épisode 4 de la première saison, l'équipe d'Alisha Lehmann rencontre Chelsea, où joue Ramona Bachmann.
A partir de novembre 2021, elle est en couple avec le footballeur brésilien Douglas Luiz. Au printemps 2025, plusieurs médias (à l'image de la Gazzetta dello Sport, qui publie cette information le 30 avril) annoncent que le couple serait désormais séparé.
La joueuse compte plus de 16,6 millions d'abonnés sur Instagram.